# Harri Sirola
Harri Sirola, född 28 maj 1958 i Helsingfors, död där 16 augusti 2001, var en finländsk författare.
Sirola gjorde en succéartad debut med romanen Abiturientti (1980), som med sitt ifrågasättande av sexuella normer och tabun blev kultbok för en hel studentgeneration. Boken belönades med Kalevi Jäntti-priset 1981. Hans senare forfattarskap rönte inte lika mycket uppmärksamhet. Syysprinssin kalaretki (1997), som belyser en komplicerad kärleksrelation, är en replik på Anja Snellmans Syysprinssi.
Sirola begick självmord 2001; postumt utkom den religiösa bekännelseromanen Jeesus Enkelinpoika Nasaretilainen (2001).